# GS Ala Italiana
Ala Littoria Roma – włoski klub piłkarski, mający swoją siedzibę w stolicy kraju - Rzymie.

## Historia
Chronologia nazw:
- 1936: Gruppo Aziendale Ala Littoria
- 1943: klub rozwiązano

Piłkarski klub Ala Littoria został założony w Rzymie latem 1950 roku. Nazwa klubu to nazwa pierwszej firmy lotniczej we Włoszech. W sezonie 1936/37 zespół startował w Seconda Divisione laziale i otrzymał promocję do Prima Divisione laziale. W sezonie 1940/41 najpierw zajął drugie miejsce w grupie A, a potem zwyciężył w grupie finałowej Prima Divisione i zdobył awans do Serie C. W sezonie 1941/42 startował w Serie C, zajmując 4.miejsce w grupie G. Po zakończeniu sezonu 1942/43, w którym zajął wysokie trzecie miejsce w grupie I, połączył się z innym regionalnym klubem, w wyniku czego powstał Tirrenia Roma.

## Sukcesy

### Trofea międzynarodowe
Nie uczestniczył w rozgrywkach europejskich (stan na 31-12-2016).

### Trofea krajowe
| \| \| Zdobyte trofea w rozgrywkach Włoch (stan na: 31-05-2017) \| |                                                          |      |          |
| Rozgrywki                                                         | Osiągnięcie                                              | Razy | Sezon(y) |
| · Mistrzostwo                                                     | I miejsce                                                | 0    |          |
| · Mistrzostwo                                                     | II miejsce                                               | 0    |          |
| · Mistrzostwo                                                     | III miejsce                                              | 0    |          |
| · Puchar                                                          | zdobywca                                                 | 0    |          |
| · Puchar                                                          | finalista                                                | 0    |          |
| II liga                                                           | I miejsce                                                | 0    |          |
| II liga                                                           | II miejsce                                               | 0    |          |
| II liga                                                           | III miejsce                                              | 0    |          |
| Włochy                                                            | Zdobyte trofea w rozgrywkach Włoch (stan na: 31-05-2017) |      |          |

- Serie C:
  - 3.miejsce: 1942/43 (grupa I)

## Stadion
Klub rozgrywał swoje mecze domowe na stadionie komunalnym w Rzymie, który może pomieścić 250 widzów.